# Compucase Enterprise
Compucase Enterprise est une entreprise taïwanaise créée en 1979. HEC Compucase fabrique des boîtiers PC, racks et alimentations pour ordinateurs personnels. La principale usine est située à Shenzhen en Chine.
Son activité est principalement OEM, ce qui signifie qu'elle fabrique des alimentations et des boîtiers pour des autres compagnies dans le monde entier avec un nom de marque différent.
Elle vend également sa propre marque : "HEC" pour les alimentations et "Compucase" pour les boîtiers.
Elle a des bureaux dans le monde : Allemagne, Espagne, Angleterre, Taïwan, Chine, États-Unis et Japon.